# 上海思博职业技术学院
上海思博职业技术学院，法人名称为上海思博职业技术学院有限公司，是位於中華人民共和國上海市惠南镇南匯大學城的一所民辦全日制高等職業技術學院，学校占地面积500亩，建筑面积约14万平方米。2003年，學院成立。2016年，学院举办方改为上海报业集团，同年启动升本工程。

## 外部連結
- 官方网站